# Preci
Preci – miejscowość i gmina we Włoszech, w regionie Umbria, w prowincji Perugia.
Według danych na rok 2004 gminę zamieszkiwało 816 osób, 10 os./km².